# Лиони
Лио̀ни (на италиански: Lioni) е градче и община в Южна Италия, провинция Авелино, регион Кампания. Разположено е на 550 m надморска височина. Населението на общината е 6240 души (към 2010 г.).